# David Johnson (fotograf)
David S. Johnson (3. srpna 1926 – 1. března 2024) byl americký fotograf známý svým zobrazením společnosti, městského života a jazzové kultury sanfranciské Fillmore District ve 40. a 50. letech 20. století, stejně jako postav hnutí za občanská práva 60. let. Narodil se na Floridě v segregaci a vystudoval Kalifornskou školu výtvarných umění, byl prvním afroamerickým studentem fotografa Ansela Adamse.
Johnsonova práce byla do značné míry přehlížena až do počátku 21. století, kdy byla jeho díla uvedena v dokumentu o historii Fillmore District. Jeho fotografie se od té doby objevily v několika knihách a galerijních exponátech a výběr zakoupila Kongresová knihovna. Jeho sbírka je archivována v Bancroftově knihovně Kalifornské univerzity v Berkeley.

## Raný život
Johnson se narodil 3. srpna 1926 v Jacksonville na Floridě a byl vychován pěstouny Alicí Johnsonovou (od níž převzal své jméno) a Johnem Henrym. Vyrůstal v chudobě na segregované Floridě a jeho pěstoun byl poslán do vězení, když byly Davidovi čtyři. David byl později jedinou osobou v jeho domácnosti, která uměla číst nebo psát.  Navštěvoval Lewis Grade School a Stanton High School v Jacksonville. O fotografování se začal zajímat už jako dítě poté, co vyhrál fotoaparát v soutěži a jeho touha být fotografem se upevnila na střední škole během letní cesty do Washingtonu DC.
Před dokončením střední školy byl během druhé světové války povolán do amerického námořnictva. Během svého působení u námořnictva navštívil San Francisco, poté byl nasazen na Filipíny. Po návratu do Jacksonville si přečetl, že Ansel Adams založil studijní program umělecké fotografie na California School of Fine Arts. Bez formálního školení ve fotografii, ale vybavený finančními prostředky G.I. Bill, Johnson napsal Adamsovi žádost o přijetí do programu a informoval Adamse, že je černoch. Adams odpověděl, že na rase nezáleží, ale že třídy jsou plné. Poté, co jeden student odešel a vytvořil volné místo, Adams znovu napsal a pozval Johnsona, aby se připojil k programu a žil s Adamsem, dokud nenašel místo k životu.

## San Francisco
Johnson se přistěhoval do San Francisca v roce 1945 a nějakou dobu žil v Adamsově domě v sousedství Sea Cliff a stal se jeho prvním černošským studentem.  Johnson připisuje Adamsovi zásluhy za to, že ho naučil vizualizovat záběr před jeho pořízením, a řekl, že jeho zájem o dokumentární fotografii podnítil Adams fotografování japonských internačních táborů.  Johnson se stal součástí školy výtvarného umění „Golden Decade“ (1945–1955), skupiny studentů fotografie, kteří se učili pod známými umělci jako Adams, Imogen Cunninghamová, Dorothea Langeová a Minor White. 
Johnson brzy objevil Fillmore District, čtvrť, která byla domovem velké většiny rychle rostoucí afroamerické populace města. Jeho fotografie jsou jedny z mála fotografií života Afroameričanů ve Fillmore před přestavbou města v 60. letech 20. století.  Mezi jeho subjekty patřili členové komunity, děti, aktivisté a hudebníci a fotografoval prominentní Afroameričany v politice, společnosti a občanských právech, včetně Langstona Hughese, Thurgooda Marshalla, Jackieho Robinsona, Williama Du Boise nebo Willieho Browna.  Populární fotografie a jedna z Johnsonových oblíbených fotografií zachycuje pětiletého chlapce sedícího na schodech kostela. Jmenoval se Clarence a byl to snímek týdne v San Francisco Chronicle roku 1947 a první fotografie, za kterou dostal Johnson zaplaceno. 
Johnson promoval v roce 1949 a se svou ženou Lucy otevřel Johnson Photography Studio v sanfranciské čtvrti Western Addition. Pracoval také jako poštovní úředník a jako fotožurnalista na volné noze pro Sun Reporter a další noviny Bay Area. Na poště se stal aktivním v dělnickém svazu a v roce 1953 se stal prezidentem sanfranciské pobočky Národní aliance poštovních zaměstnanců, kapitoly, kterou pomohl založit. Začal se aktivně podílet v sanfranciské politice a místní pobočce NAACP a byl poslán jako delegát fotografovat pochod 1963 ve Washingtonu. Nakonec nebyl schopen finančně udržet své fotografické podnikání, své studio zavřel, vzdal se profesionální fotografie a věnoval se sociální a komunitní práci. 
Začal spolupracovat s místní Republikánskou stranou a v roce 1968 neúspěšně kandidoval na místo šerifa okresu San Francisco  Krátce poté ho najala Kalifornská univerzita v San Franciscu (UCSF), kde pracoval v personálním oddělení na náboru menšinových zaměstnanců. Byl zakládajícím členem UCSF Black Caucus a v roce 1976 obdržel cenu kancléře za veřejnou službu. V roce 1983 odešel z UCSF  a ve věku 65 let se vrátil do školy a získal magisterský titul v oboru sociální práce na Barry University v Miami na Floridě. Vrátil se do San Francisco Bay Area a stal se sociálním pracovníkem pro pěstounské rodiny. 

## Pozdější roky

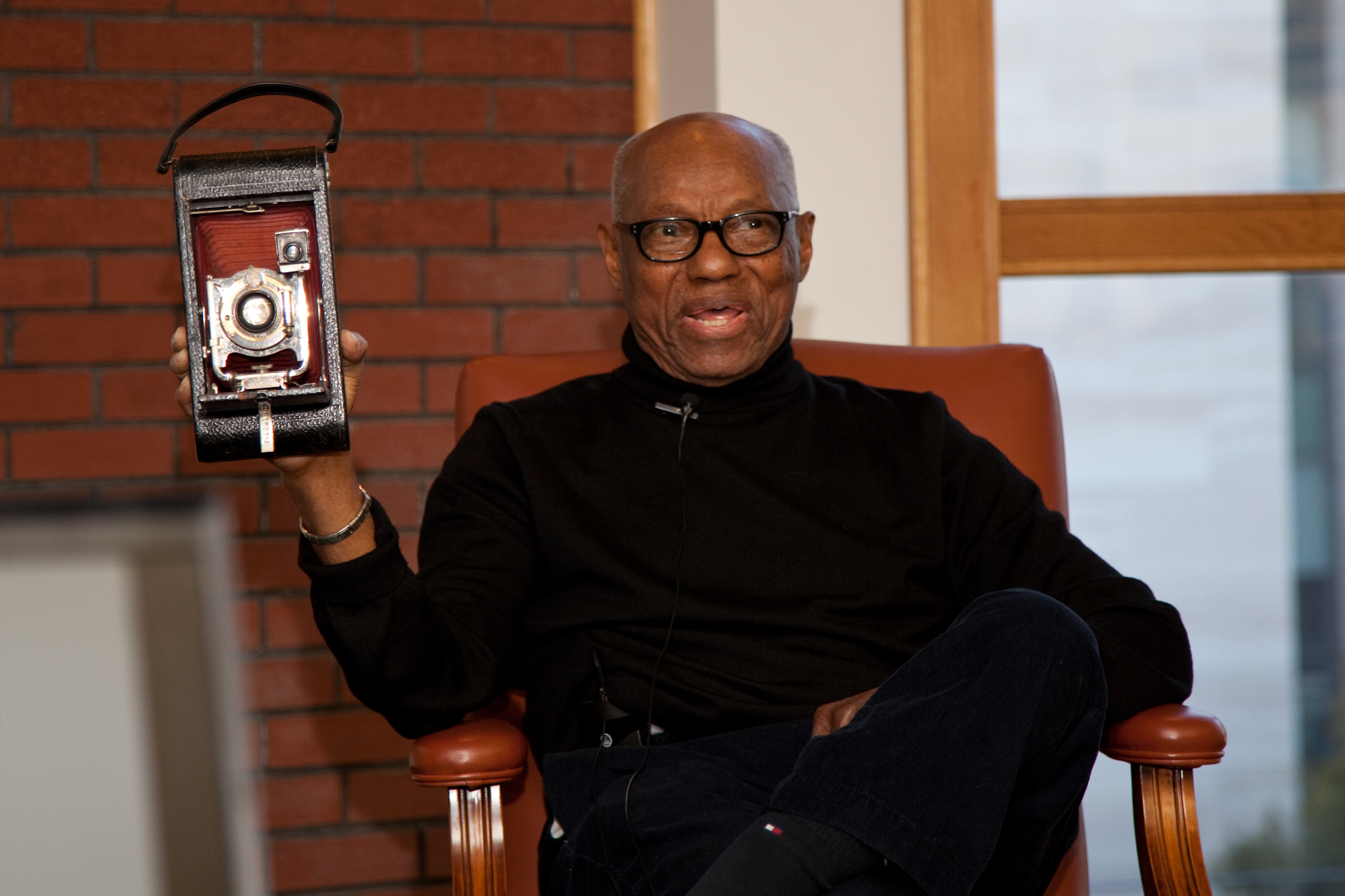
Johnson ukazuje svůj původní měchový skládací fotoaparát na přednášce v roce 2010

V roce 1999 ho jeho dcera povzbudila, aby zaslal fotografie do dokumentu KQED o historii okresu Fillmore. Dokument následně obsahoval 17 historických fotografií Johnsona a obnovil jeho fotografickou kariéru. V létě roku 2000 se ve Fort Mason a v Centru pro afroamerické umění a kulturu konala výstava jeho sbírky z Fillmore.  Následovaly výstavy historických a současných fotografií, včetně ukázek na California State University, Chico, University of California, Merced, a galeriích v Atlantě a Washingtonu, DC.
Johnson v roce 2004 získal čestný certifikát ve fotografii od starosty San Francisca Gavina Newsoma a Fillmore Heritage Pioneer Award v roce 2011. V roce 2012 produkoval knihu A Dream Begun So Long Ago, kterou napsala jeho manželka Jacqueline Annette Sue. Působil jako předseda výboru starosty pro obnovu Haight Ashbury a jako past prezident Afroamerické historické a kulturní společnosti v San Franciscu. Jeho jméno je vyryto na chodníku Fillmore's Gene Suttle Plaza. V roce 2017 bylo jeho jméno mezi uchazeči o nahrazení jména v názvu Justin Herman Plaza v San Franciscu.
Johnson se považoval za novodobého „ griota “, historika a vypravěče západoafrické kultury.  V pozdějších letech, zatímco zůstal aktivní ve fotografii, se posunul směrem k zachování svého dědictví a od roku 2015 pracoval na projektu o černošských otrocích na ostrově Sullivan v Jižní Karolíně.  V roce 2016 Bancroft Library na University of California, Berkeley získala Johnsonův archiv asi 5 000 negativů a tisků, první sbírku afroamerického fotografa, která byla archivována v knihovně. 

## Osobní život
Johnson měl čtyři děti se svou první manželkou Lucy Ellisovou, která zemřela v roce 2008. Později se oženil s Jacqueline Annette Sue, spisovatelkou. Byl dlouholetým obyvatelem sanfranciského Fillmore District a později se přestěhoval do Marin County, kde bydlel v Greenbrae v Kalifornii. David Johnson zemřel na komplikace demence a zápalu plic ve svém domě 1. března 2024 ve věku 97 let.